# Украјина на Европском првенству у атлетици у дворани 2021.
Украјина је учествовала на 36. Европском првенству у дворани 2021 који се одржао у Торуњу, Пољска, од 4. до 7. марта. Ово је четрнаесто европско првенство у дворани од 1994. године од када Украјина учествује самостално под овим именом. Репрезентацију Украјине представљала су 31 спортиста (14 мушкараца и 17 жена) који су се такмичили у 17 дисциплина (7 мушких и 10 женских).
На овом првенству Украјина је заузела 6 место по броју освојених медаља са 3 медаља од којих су две златне и једна сребрна.  У табели успешности према броју и пласману такмичара који су учествовали у финалним такмичењима (првих 8 такмичара) Украјина је са 8 финалиста заузела 10 место са 42 бода.
| Плас. | Земља    | 1. место | 2. место | 3. место | 4. место | 5. место | 6. место | 7. место | 8. место | Бр. финал. - Бод. |
| ----- | -------- | -------- | -------- | -------- | -------- | -------- | -------- | -------- | -------- | ----------------- |
| 10.   | Украјина | 2–16     | 1–7      | –        | 2–10     | 2–7,50   | –        | 1–1,50   | –        | 8–42              |

## Учесници
| Мушкарци: - Александр Соколов — 60 м - Станислав Коваленко — 60 м - Ерик Костритсиа — 60 м - Микита Барабанов — 400 м - Данило Даниленко — 400 м - Олексиј Поздњаков — 400 м - Олег Миронетс — 800 м - Јевген Гуцол — 800 м - Артем Алфимов — 1.500 м - Богдан Чорномаз — 60 м препоне - Виктор Сољанов — 60 м препоне - Дмитро Никитин — Скок увис - Олег Дорошчук — Скок увис - Владислав Мазур — Скок удаљ | Жене - Викторија Ратникова — 60 м - Хана Рижикова — 400 м, 4х400 м - Катерина Климјук — 400 м, 4х400 м - Анастасија Бризгина — 400 м, 4х400 м - Свитлана Жулжик — 800 м - Орисиа Демјањук — 1.500 м - Наталија Стребкова — 3.000 м - Хана Плотицина — 60 м препоне - Хана Чубковтсова — 60 м препоне - Анастасија Мохњук — 60 м препоне - Викторија Ткачук — 4х400 м - Јарослава Махучкин — Скок увис - Ирина Герашченко — Скок увис - Јулија Левченко — Скок увис - Jана Хладијчук — Скок мотком - Марина Киплико — Скок мотком - Марина Бек-Романчук — Скок удаљ |  |

## Освајачи медаља (3)

### Злато (2)
- Јарослава Махучкин — Скок увис
- Марина Бех-Романчук — Скок удаљ

### Сребро (1)
- Ирина Харашченко — Скок увис

## Резултати

### Мушкарци
| Атлетичар           | Дисциплина   | Лични рекорд | Квалификације       | Квалификације | Полуфинале            | Полуфинале            | Финале                | Финале       | Детаљи                                   |
| Атлетичар           | Дисциплина   | Лични рекорд | Резултат            | Место         | Резултат              | Место                 | Резултат              | Место        | Детаљи                                   |
| ------------------- | ------------ | ------------ | ------------------- | ------------- | --------------------- | --------------------- | --------------------- | ------------ | ---------------------------------------- |
| Александр Соколов   | 60 м         | 6,64         | 6,66 (.651) КВ      | 2. у гр. 9    | 6,67 (.668)           | 7. у гр. 3            | Нису се квалификовали | 15 / 63 (65) |                                          |
| Станислав Коваленко | 60 м         | 6,68         | 6,67 (.669) КВ, ЛР  | 4. у гр. 1    | 6,69 (.683)           | 4. у гр. 1            | Нису се квалификовали | 21 / 63 (65) |                                          |
| Ерик Костритсиа     | 60 м         | 6,69         | 6,71 (.709) КВ, ЛРС | 2. у гр. 2    | 6,72                  | 2. у гр. 2            | Нису се квалификовали | 24 / 63 (65) |                                          |
| Микита Барабанов    | 400 м        | 47,43        | 47,51               | 4. у гр. 8    | Нису се квалификовали | Нису се квалификовали | Нису се квалификовали | 27 / 48 (49) |                                          |
| Данило Даниленко    | 400 м        | 47,12        | 47,65 (.642)        | 4. у гр. 9    | Нису се квалификовали | Нису се квалификовали | Нису се квалификовали | 30 / 48 (49) |                                          |
| Олексиј Поздњаков   | 400 м        | 47,48        | 47,95               | 4. у гр. 5    | Нису се квалификовали | Нису се квалификовали | Нису се квалификовали | 39 / 48 (49) |                                          |
| Олег Миронетс       | 800 м        | 1:48,19      | 1:49,76 (.752) КВ   | 2. у гр. 1    | 1:51,19               | 6. у гр. 1            | Није се квалификовао  | 17 / 38 (39) |                                          |
| Јевген Гуцол        | 800 м        | 1:47,66      | 1:50,29             | 5. у гр. 5    | Није се квалификовао  | Није се квалификовао  | Није се квалификовао  | 17 / 38 (39) |                                          |
| Артем Алфимов       | 1.500 м      | 3:44,03      | 3:46,05             | 8. у гр. 1    |                       |                       | Нису се квалификовали | 42 / 25 (28) | Архивирано на веб-сајту (30. април 2021) |
| Богдан Чорномаз     | 60 м препоне | 7,88         | 7,86 (.857) кв, ЛР  | 6. у гр. 2    | 7,86                  | 8. у гр. 3            | Нису се квалификовали | 20 / 35      | Архивирано на веб-сајту (30. април 2021) |
| Виктор Сољанов      | 60 м препоне | 7,83         | 7,99                | 6. у гр. 3    | Није се квалификовао  | Није се квалификовао  | Није се квалификовао  | 34 / 35      |                                          |
| Дмитро Никитин      | Скок увис    | 2,28         | 2,21 кв             | 4.            |                       |                       | 2,23                  | 5 / 14       |                                          |
| Олег Дорошчук       | Скок увис    | 2,28         | 2,16                | 9.            | Нису се квалификовали | 9 / 14                |                       |              |                                          |
| Уладзислау Булахау  | Скок удаљ    | 7,94         | 7,52                | 13.           | Нису се квалификовали | 13 / 14               |                       |              |                                          |

### Жене
| Атлетичарка         | Дисциплина   | Лични рекорд | Квалификације   | Квалификације | Полуфинале            | Полуфинале            | Финале                | Финале       | Детаљи                                   |
| Атлетичарка         | Дисциплина   | Лични рекорд | Резултат        | Место         | Резултат              | Место                 | Резултат              | Место        | Детаљи                                   |
| ------------------- | ------------ | ------------ | --------------- | ------------- | --------------------- | --------------------- | --------------------- | ------------ | ---------------------------------------- |
| Викторија Ратникова | 60 м         | 7,21         | 7,31 (.309) КВ  | 2. у гр. 1    | 7,31                  | 5. у гр. 2            | Нису се квалификовале | 14 / 37 (40) |                                          |
| Катерина Климјук    | 400 м        | 53,19        | 52,70 кв, ЛР    | 4. у гр. 3    | 53,10 (.097)          | 5. у гр. 1            | Нису се квалификовале | 13 / 39      | Архивирано на веб-сајту (30. април 2021) |
| Хана Рижикова       | 400 м        | 52,38        | 52,76 (.758) КВ | 2. у гр. 2    | 52,11                 | 3. у гр. 2            | Нису се квалификовале | 5 / 39       | Архивирано на веб-сајту (30. април 2021) |
| Анастасија Бризгина | 400 м        | 52,87        | 53,50           | 4. у гр. 7    | Нису се квалификовале | Нису се квалификовале | Нису се квалификовале | 29 / 39      |                                          |
| Свитлана Жулжик     | 800 м        | 2:05,35      | 2:05,68         | 5. у гр. 3    | Нису се квалификовале | Нису се квалификовале | Нису се квалификовале | 19 / 34 (35) |                                          |
| Орисиа Демјањук     | 1.500 м      | 4:13,65      | 4:17,52         | 7. у гр. 1    |                       |                       | Није се квалификовала | 17 / 21      |                                          |
| Наталија Стребкова  | 3.000 м      | 9:08,09      | 8:59,15 кв, ЛР  | 5. у гр. 2    | 8:54,18 ЛР            | 9 / 22 (25)           |                       |              |                                          |
| Хана Плотицина      | 60 м препоне | 7,92         | 8,22 (.213)     | 6. у гр. 2    | Нису се квалификовале | Нису се квалификовале | Нису се квалификовале | 26 / 40 (44) | Архивирано на веб-сајту (30. април 2021) |
| Хана Чубковтсова    | 60 м препоне | 8,17         | 8,30            | 6. у гр. 3    | Нису се квалификовале | Нису се квалификовале | Нису се квалификовале | 37 / 40 (44) | Архивирано на веб-сајту (30. април 2021) |
| Анастасија Мохњук   | 60 м препоне | 8,13         | 8,34            | 6. у гр. 5    | Нису се квалификовале | Нису се квалификовале | Нису се квалификовале | 39 / 40 (44) | Архивирано на веб-сајту (30. април 2021) |
| Викторија Ткачук    | 4 х 400 м    | 3:30,46 НР   |                 |               |                       |                       | 3:30,38 НР            | 5 / 6        |                                          |
| Анастасија Бризгина | 4 х 400 м    | 3:30,46 НР   |                 |               |                       |                       | 3:30,38 НР            | 5 / 6        |                                          |
| Катерина Климјук    | 4 х 400 м    | 3:30,46 НР   |                 |               |                       |                       | 3:30,38 НР            | 5 / 6        |                                          |
| Хана Рижикова       | 4 х 400 м    | 3:30,46 НР   |                 |               |                       |                       | 3:30,38 НР            | 5 / 6        |                                          |
| Јарослава Махучкин  | Скок увис    | 2,06 НР      | 1,91 кв         | 1.            |                       |                       | 2,00                  |              |                                          |
| Ирина Харашченко    | Скок увис    | 1,97         | 1,91 кв         | 1.            | 1,98 ЛР               |                       |                       |              |                                          |
| Јулија Левченко     | Скок увис    | 2,00         | 1,91 кв         | 7.            | 1,94                  | 4 / 17                |                       |              |                                          |
| Jана Хладијчук      | Скок мотком  | 4,61         |                 |               |                       |                       | 4,45                  | 7 / 10       |                                          |
| Марина Киплико      | Скок мотком  | 4,62 НР      | 4,35            | 9 / 10        |                       |                       |                       |              |                                          |
| Марина Бех-Романчук | Скок удаљ    | 6,96         | 6,66 кв         | 3.            |                       |                       | 6,92 СРС, ЕРС         |              |                                          |